# Tao Ngoi (huyện)
Tao Ngoi (tiếng Thái: เต่างอย) là một huyện (amphoe) của tỉnh Sakon Nakhon, đông bắc Thái Lan.

## Lịch sử
Tiểu huyện (king amphoe) đã được lập ngày 1 tháng 9 năm 1978, khi hai tambon Tao Ngoi và Bueng Thawai được tách ra từ Mueang Sakon Nakhon. Đơn vị này đã được nâng cấp thành huyện ngày 9 tháng 7 năm 1991.

## Địa lý
Các huyện giáp ranh (từ phía tây theo chiều kim đồng hồ) là: Phu Phan, Mueang Sakon Nakhon và Khok Si Suphan của tỉnh Sakon Nakhon, Na Kae của tỉnh Nakhon Phanom, Dong Luang của tỉnh Mukdahan, và Na Khu của tỉnh Kalasin.

## Hành chính
Huyện này được chia thành 4 phó huyện (tambon), các đơn vị này lại được chia ra thành 32 làng (muban). Không có khu vực đô thị, có  4 Tổ chức hành chính tambon.
| STT. | Tên          | Tên Thái | Số làng | Dân số |  |
| ---- | ------------ | -------- | ------- | ------ |  |
| 1.   | Tao Ngoi     | เต่างอย   | 7       | 5.619  |  |
| 2.   | Bueng Thawai | บึงทวาย   | 10      | 5.131  |  |
| 3.   | Na Tan       | นาตาล    | 7       | 5.363  |  |
| 4.   | Chan Phen    | จันทร์เพ็ญ  | 8       | 6.930  |  |